# Aeroportul Fort Albany
Aeroportul Fort Albany (IATA: YFA, ICAO: CYFA) este un aeroport din Ontario, Canada ce deservește zona Fort Albany⁠(d).
Situat la o altitudine de 11 m, aeroportul dispune de o singură pistă. Este operat de Government of Ontario⁠(d).